# بیوسکا
بیوسکا (به صربی: Bioska) یک منطقهٔ مسکونی در صربستان است که در شومادئیا و صربستان غربی واقع شده‌است. بیوسکا ۵۵۴ نفر جمعیت دارد و ۷۴۹ متر بالاتر از سطح دریا واقع شده‌است.